# أليكسي سوروكين
أليكسي سوروكين هو سياسي إستوني، ولد في 17 مارس 1888 في تالين في إستونيا، وتوفي بنفس المكان في 1 أبريل 1933. انتخب عضو في البرلمان الأستوني ‏.